# Trường Trung học phổ thông Nguyễn Huệ, Yên Bái
Trường Trung học phổ thông Nguyễn Huệ là một trường trung học phổ thông công lập nằm ở phường Yên Bái, tỉnh Lào Cai. Trường được thành lập vào năm 1957, phụ trách đào tạo và giảng dạy học sinh hệ trung học phổ thông trong toàn tỉnh Lào Cai và các tỉnh, thành phố khác.

## Lịch sử
Trường Trung học phổ thông Nguyễn Huệ tiền thân là Trường cấp 3A thị xã Yên Bái, được thành lập từ năm 1957 theo quyết định của Ủy ban hành chính tỉnh Yên Bái, là trường cấp 3 đầu tiên của tỉnh ra đời trên cơ sở phát triển từ Trường cấp 2 Yên Bái.
Từ năm 1965 đến 1975, khi quân đội Mỹ can thiệp vào Chiến tranh Việt Nam, Trường cấp 3A thị xã Yên Bái phải sơ tán đi nhiều nơi và duy trì quy mô từ 8 đến 10 lớp với trên 300 học sinh theo học.
Năm 1975, trường chuyển về đóng tại phường Yên Thịnh, thị xã Yên Bái với lớp học, nhà làm việc được xây dựng từ tranh tre, nứa, lá; có thời điểm lên đến 33 lớp với trên 1.500 học sinh và hơn 80 cán bộ, giáo viên, nhân viên.
Năm 1982, nhà trường đổi tên thành Trường Nguyễn Huệ và đến năm 1983 thì chuyển về đường Yên Ninh, phường Đồng Tâm, thành phố Yên Bái với điều kiện cơ sở vật chất kiên cố; trang thiết bị được tăng cường và hoàn thiện, quy mô có lúc đạt 36 lớp với gần 1.800 học sinh, hơn 100 cán bộ, giáo viên và nhân viên.

## Cơ sở vật chất
Trường có diện tích gần 2 ha với hơn 1.500 giáo viên và học sinh. Trường có 31 phòng học được trang bị hiện đại, 3 phòng thực hành Lý - Hóa - Sinh, 3 phòng máy vi tính, 1 phòng thư viện; khu thể chất gồm 1 nhà thi đấu đa năng, 1 sân bóng đá, 1 sân bóng rổ với đầy đủ trang thiết bị luyện tập. Ngoài ra, trường có 1 hội trường 100 chỗ và nhiều phòng chức năng khác.

## Thành tích
Về kết quả học tập, năm học 2023-2024, Nhà trường có 946 học sinh giỏi (chiếm 65,5% tổng số HS toàn trường), tăng 13,4% so với năm học trước; học sinh khá là 486 (chiếm 33,7%); học sinh TB là 12 (chiếm 0,8%). Về công tác bồi dưỡng học sinh giỏi năm học 2023-2024: đạt 54 giải cấp tỉnh. Thi học sinh giỏi tiếng Anh trên mạng internet (IOE) đạt 116 giải cấp tỉnh, 3 giải cấp quốc gia. Đặc biệt, năm học 2023-2024 là năm học đánh dấu sự thành công lớn của trường THPT Nguyễn Huệ trong cuộc thi Khoa học kỹ thuật: Cấp tỉnh đạt 4 giải gồm: 1 giải Nhất, 2 giải Nhì, 1 giải Tư;  cấp quốc gia đạt 1 giải Nhì.
Năm 2007, trường Trung học phổ thông Nguyễn Huệ được nhận Huân chương lao động hạng Nhì.
Năm 2009, trường được công nhận Trường chuẩn Quốc gia mức I.
Năm 2012, trường được nhận Huân chương lao động hạng Nhất.

## Cựu học sinh tiêu biểu
- Đại tá Quân đội nhân dân Việt Nam Trịnh Ngọc An;
- Đại tá Quân đội nhân dân Việt Nam; Chỉ huy trưởng Bộ Chỉ huy quân sự tỉnh Yên Bái Nguyễn Văn Kỳ;
- Thượng tá, Tổng Giám đốc Công ty Điện tử chuyên dụng Bộ Nội vụ Phạm Gia Ngọc;
- Thượng tá Không quân Nhân dân Việt Nam Cao Viết Truyền;
- Nguyên Bộ trưởng Bộ Xây dựng Nguyễn Hồng Quân;
- Chủ nhiệm Ủy ban Tài chính–Ngân sách của Quốc hội, nguyên Chủ tịch Ủy ban nhân dân tỉnh, nguyên Bí thư Tỉnh ủy Yên Bái Phùng Quốc Hiển;
- Nguyên Chủ tịch ủy ban nhân dân tỉnh Lào Cai Nguyễn Quý Đăng;
- Đương nhiệm Phó chủ tịch UBND tỉnh Yên Bái: Ngô Hạnh Phúc niên khóa 1987-1990